# Le Wast

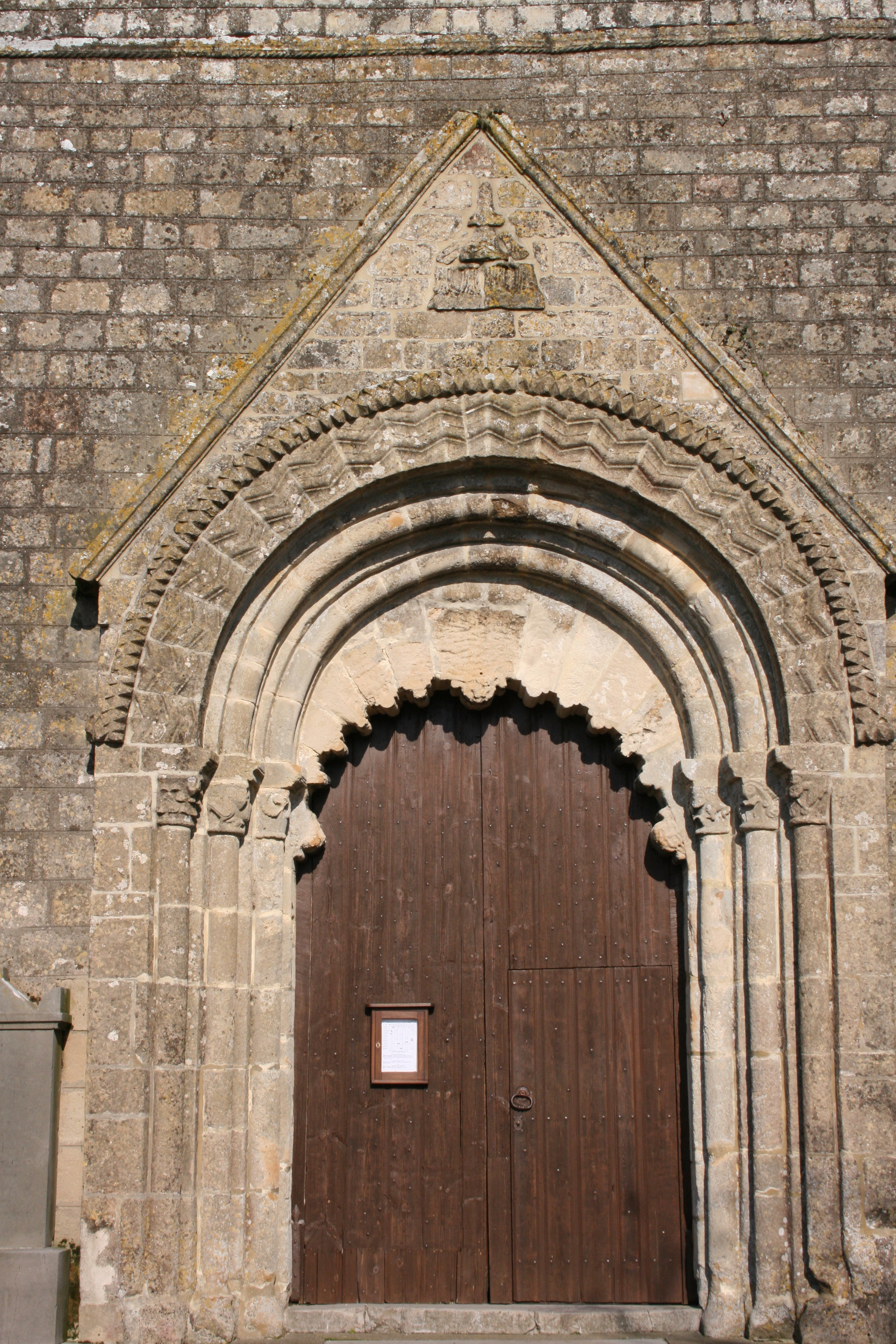
Het portaal uit 1103 van de Sint-Michielskerk is gemodelleerd naar dat van de Al-Aqsamoskee zoals de kruisvaarders hem aantroffen.

Le Wast is een gemeente in het Franse departement Pas-de-Calais (regio Hauts-de-France) en telt 180 inwoners (1999). De plaats maakt deel uit van het arrondissement Boulogne-sur-Mer.

## Geografie
De oppervlakte van Le Wast bedraagt 0,9 km², de bevolkingsdichtheid is 200,0 inwoners per km².
De onderstaande kaart toont de ligging van Le Wast met de belangrijkste infrastructuur en aangrenzende gemeenten.

## Demografie
Onderstaande figuur toont het verloop van het inwonertal (bron: INSEE-tellingen).